# Farfantepenaeus californiensis
Farfantepenaeus californiensis är en kräftdjursart som först beskrevs av Edward Morell Holmes 1900.  Farfantepenaeus californiensis ingår i släktet Farfantepenaeus och familjen Penaeidae. Inga underarter finns listade i Catalogue of Life.